# 妹尾友里江
妹尾 友里江（せのお ゆりえ、1987年6月6日 - ）は、日本の女性ファッションモデル、タレント。かつてレプロエンタテインメントに所属していた。

## 略歴
2006年10月、レプロエンタテインメントが主催した「レプロガールズオーディション2006」でファイナリストとなる。
埼玉大学教養学部ヨーロッパ文化専攻を卒業。現役合格した学校を中退して入りなおしたとのこと。

## 主な出演作品

### テレビドラマ
- 新・警視庁捜査一課9係 第5話（2009年8月5日、テレビ朝日） - 美和 役
- 仮面ライダーW 第3、4、13話（2009年9月20日、9月27日、12月6日、テレビ朝日） - 和泉優子 役

### 映画
- 仮面ライダーW FOREVER AtoZ/運命のガイアメモリ（2010年） - 和泉優子 役（友情出演）

### テレビバラエティ・情報番組
- ひかりをあてろ！発掘ネクストミュージック 番組アシスタント（casTY）
- 野村義男ギタースタジオ 匠～たくみ～ 番組アシスタント（第一興商スターカラオケ）
- 週刊！モノ★コレ！ 番組リポーター（日本テレビ）
- 熱血!平成教育学院（2008年11月9日、フジテレビ）
- 女神のマルシェ（2009年、日本テレビ）
- JNN50周年特番 オールスター感謝祭 超豪華！クイズ決定版（2009年4月4日、TBS）
- 「朝まるJUST」キャスター(河村和奈と一緒に毎週水～金担当。2009年10月7日 - 2010年3月26日、千葉テレビ放送)
- 「Boo Bo Enterprise」（2009年11月22日 - 2010年3月28日、TBS）

### ラジオ
- チャイム!(金曜深夜担当パーソナリティ)（2009年4月3日 - 2010年3月26日 、FM NACK5）

### テレビCM
- JR貨物（2007年 - ）
- 特許庁「模造品撲滅キャンペーン」（2007年）
- 日商ベックス（2007年 - ）
- ほっかほっか亭（2008年）
- 東京ディズニーリゾート（2008年）

### 雑誌
- ゼクシィ（リクルート）
- MORE（集英社）
- CM NOW（玄光社）
- BOMB（学習研究社）
- 週刊ヤングジャンプ（集英社）
- 振袖記念日（主婦と生活社）
- REINA（ベストセラーズ）
- ゆかたを着る（ブティック社）

### 舞台
- ザ・ミスフィッツプロデュース公演「XYX」（エックス・ワイ・エックス） - あげは・妹組 役（2008年）
- 櫻の園 - 城丸香織 役（2009年）